# Valérie Zenatti
Valérie Zenatti (Nizza, 1º aprile 1970) è una scrittrice e traduttrice francese.
Ha al suo attivo numerosi romanzi, anche di successo e si è aggiudicata il prix du Livre Inter nel giugno 2015.

## Biografia
Valérie Zenatti ha studiato storia e lingue, tra cui l'ebraico. Autrice di diversi romanzi - alcuni per i giovani pubblicati dalle L'École des loisirs - per i quali ha ricevuto numerosi riconoscimenti. Il suo libro per ragazzi Una bottiglia nel mare di Gaza, pubblicato nel 2005, le ha valso una ventina di premi ed è stato tradotto in quindici lingue. Lei stessa ne ha curato l'adattamento cinematografico con il regista Thierry Binisti per il cinema con il titolo Une bouteille à la mer, uscito nel 2012 in Francia, con Agathe Bonitzer, Hiam Abbass e Mahmoud Shalabi. Il suo primo romanzo per Olivier, En retard pour la guerre è stato adattato per il cinema con un film di Alain Tasma intitolato Ultimatum (2009) con Gaspard Ulliel e Jasmine Trinca nei ruoli principali.
Il suo romanzo, Jacob, Jacob è stato premiato con il prix du Livre Inter nel giugno 2015 e altri sette premi, tra cui il Prix Méditerranée, il Prix Libraires en Seine ed il prix Azur.

## Opere

### Opere per ragazzi
- 1999: Une addition, des complications, edizioni École des loisirs
- 1999: Une montre pour grandir, École des loisirs
- 2000: Koloïshmielnik s'en va-t-en guerre, École des loisirs
- 2001: Fais pas le clown, papa !, illustrazioni di Kimiko, École des loisirs
- 2002: Le Secret de Micha, École des loisirs
- 2002: Quand j'étais soldate, École des loisirs – Prix ado-lisant 2004
- 2004: Jonas, poulet libre, École des loisirs
- 2004: Demain, la révolution !, École des loisirs
- 2005: Una bottiglia nel mare di Gaza, École des loisirs; traduzione it. Federica Angelini, 2009, Giunti ed.
- 2007: Boubélé, École des loisirs
- 2007: Adieu, mes 9 ans !, École des loisirs
- 2008: «Une balle perdue», nouvelle dans le recueil collectif Il va y avoir du sport mais moi je reste tranquille, École des loisirs
- 2009: Vérité, vérité chérie, École des loisirs
- 2010: Le Blues de Kippour avec Serge Lask, éd. Naïve

### Romanzi
- 2006: En retard pour la guerre, edizioni de l'Olivier
- 2010: Les Âmes sœurs, edizioni de l'Olivier
- 2011: Mensonges, edizioni de l'Olivier
- 2012: Mariage blanc, edizioni du Moteur
- 2014: Jacob, Jacob, edizioni de l'Olivier – Prix Méditerranée nel 2015 e prix du Livre Inter

### Sceneggiature
- 2017: La Mélodie